# Glossiphonia verrucata
Glossiphonia verrucata är en ringmaskart som först beskrevs av F. Müller 1844.  Glossiphonia verrucata ingår i släktet Glossiphonia och familjen broskiglar. Inga underarter finns listade i Catalogue of Life.